# Gerhard Petritsch
Gerhard Petritsch, född 2 september 1940 i Berchtesgaden i Tyskland är en österrikisk före detta sportskytt.
Petritsch blev olympisk bronsmedaljör i snabbpistol vid sommarspelen 1980 i Moskva.